# Revenge of the Silk Masks
Revenge of the Silk Masks è un cortometraggio muto del 1912 diretto da Étienne Arnaud.

## Produzione
Il film in un rullo fu prodotto dalla Eclair American

## Distribuzione
Distribuito dalla Motion Picture Distributors and Sales Company, il - un cortometraggio in una bobina - film uscì nelle sale cinematografiche statunitensi il 30 aprile 1912.